# Little Mary Reef
Little Mary Reef är ett rev i Australien.   Det ligger i Torres sund i delstaten Queensland.